# Herz-Jesu (Herzogenbuchsee)

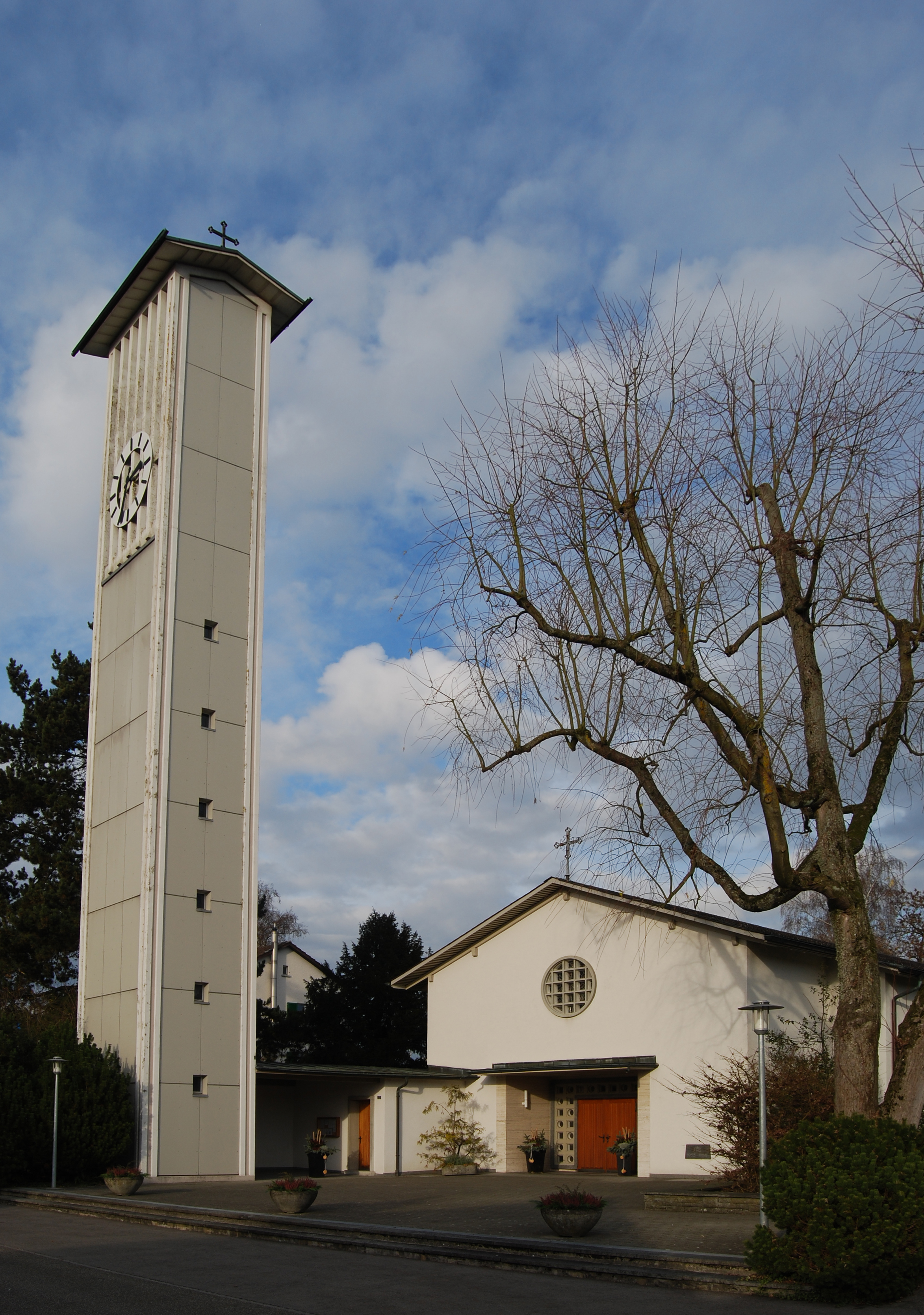
Die Herz-Jesu-Kirche mit freistehendem Campanile

Die Kirche Herz-Jesu ist die römisch-katholische Pfarrkirche von Herzogenbuchsee im Kanton Bern in der Schweiz. Sie wurde 1953–1954 an der Weissensteinstrasse 10 gleichzeitig mit der Mutterpfarrkirche Maria Königin in Langenthal im bernischen Oberaargau erbaut.

## Geschichte und Pfarreistruktur
Die Katholiken Herzogenbuchsees besuchten bis in die 1930er Jahre den Gottesdienst im solothurnischen Aeschi. 1937 gestattete das bischöfliche Ordinariat in Solothurn die Einrichtung einer Kapelle in der ehemaligen Druckerei an der Oberstrasse, die Rosa Dürrenmatt-Christen, die Witwe des Herausgebers der Berner Volkszeitung, Oskar Dürrenmatt († 1921), dem katholischen Kultusverein zur Miete überliess. Rosa Dürrenmatt hatte die vom Vater ihres Gatten, dem Politiker Ulrich Dürrenmatt gegründete Zeitung nach dessen Tod weitergeführt, aber dann alle Maschinen verkauft.
Am 31. Oktober 1937 weihte Pfarrer Oskar Stämpfli aus Aesch und Adolf Bösch aus Langenthal die neue Kapelle ein. Mit dieser ersten katholischen Messe nach der Reformation begann die Existenz der Pfarrei Herzogenbuchsee. 
1940 erhielt die im gleichen Jahr vom Bischof errichtete Pfarrei ihren ersten Pfarrrektor Gustav Burkard. Mit dem 1942 installierten Pfarrer Josef Birri entstand der Wunsch nach einer eigenen Kirche, ein Bauplatz wurde gekauft und 1952 durch den endgültigen Platz im Felderhofquartier ersetzt. Die am 28. Januar 1953 eingerichtete Baukommission leitete sofort die Bauplanung ein, am 7. Juni 1953 fand der Spatenstich statt und am 29. November legte Bischof Franziskus von Streng den Grundstein der neuen Pfarrkirche.  Bereits am Sonntag, 11. August 1954 wurde die vom Bischof dem Herzen Jesu geweihte Kirche ihrer Bestimmung übergeben.
Der Grosse Rat des Kantons Bern hatte auf 1. Januar 1939 die römisch-katholische Kirche im ganzen Kantonsgebiet staatlich anerkannt, danach wurde im Mai 1939 die römisch-katholische Kirchgemeinde Langenthal gegründet. Die Kirchgemeinde wurde in die vier kirchenrechtlich selbständigen Seelsorgebezirke Langenthal, Huttwil, Herzogenbuchsee und Wangen an der Aare eingeteilt.
Seit dem 16. November 2016 ist die Pfarrei Teil des von Bischof Felix Gmür errichteten Pastoralraums Oberaargau, zu dem auch die Pfarreien Langenthal, Huttwil und Wangen gehören.
Die Pfarrei Herzogenbuchsee umfasst aktuell die Einwohnergemeinden Berken, Bettenhausen, Bollodingen, Graben, Heimenhausen, Hermiswil, Herzogenbuchsee/Oberönz, Inkwil, Niederönz, Ochlenberg, Röthenbach, Seeberg, Thörigen und Wanzwil.

## Kirche

### Baubeschreibung
Der mit dem Bau beauftragte Architekt Salvatore Broggi erstellte eine einfache Saalkirche mit Satteldach und nordwestlich freistehendem Turm. Der leicht eingezogene Eingangsbereich führt unter der Empore in den grosszügigen Innenraum. Die Holzdecke folgt innen der Form des Satteldachs und ist seitlich mit Stahlsäulen abgestützt. Der eingezogene Chor wird südseitig durch hohe Betonrasterfenster mit Tageslicht beleuchtet. Das grosse Kruzifix an der Chorrückwand betont die zur Mitte ausgerichtete Gestaltung der Kirche.

### Kirchturm und Glocken
Der rechteckige Campanile ist mit Metallplatten verkleidet. Vor den Schallschlitzen des Glockenstuhls an den Breitseiten des Turms sind die Zifferblätter der Turmuhr als Ringscheiben mit Stundeneinteilung angebracht.
Noch vor der Kirchenweihe wurde am 10. Juli 1954 das neue Geläute mit einem Festzug zur Kirche gebracht und am folgenden Sonntag durch Bischof Franziskus von Streng geweiht. Die 5 Glocken wurden durch die Firma H. Rüetschi, Aarau gegossen und sind als «Schutzengel-», «Josefs-», «Marien-» und «Herz-Jesu-Glocke» bezeichnet.

### Künstlerische Ausstattung

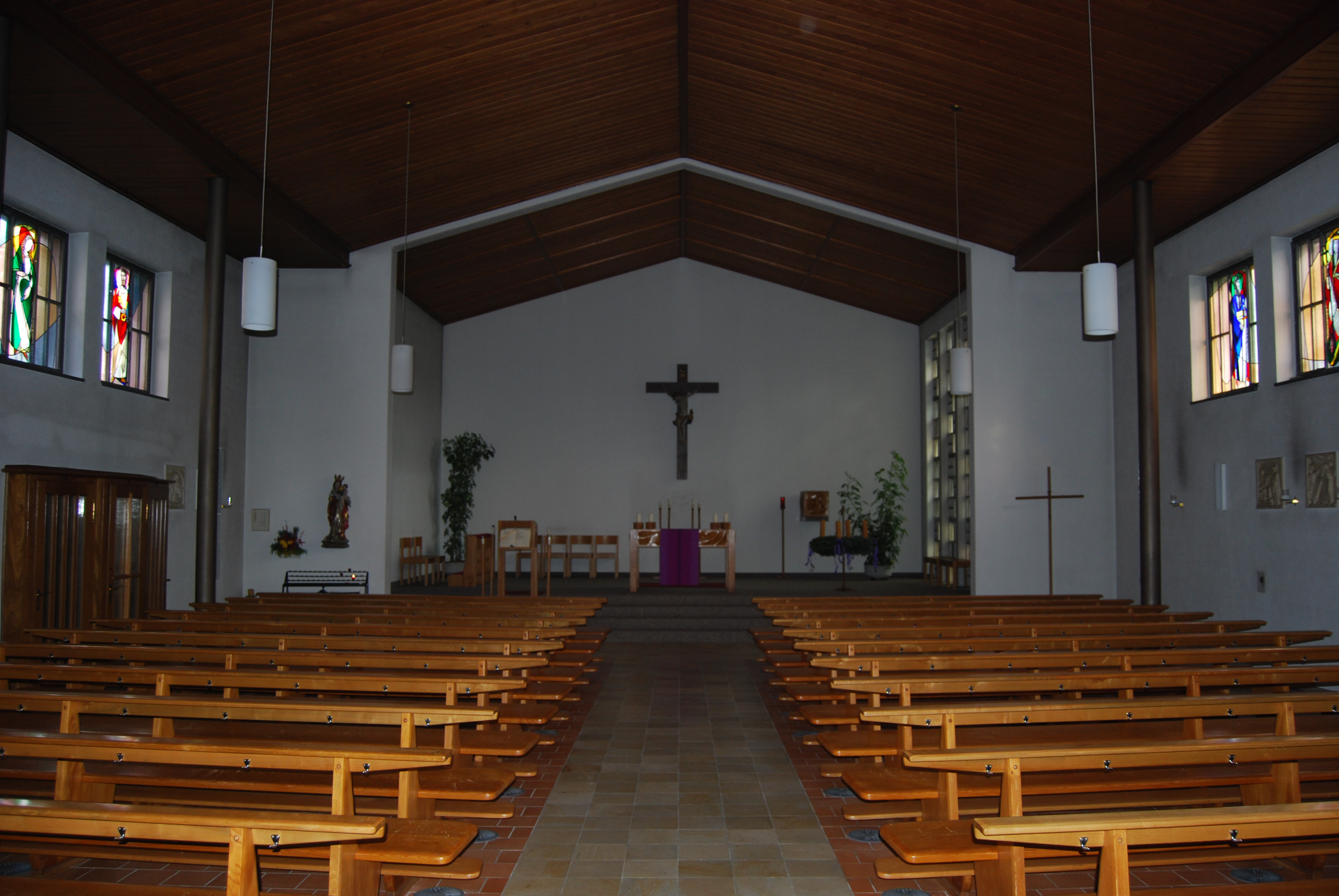
Innenraum mit Ausstattung von Adolf Bick

Die zwölf Seitenfenster sind mit Glasmalereien des Basler Künstlers Joachim Albert ausgestattet. Es sind Darstellungen von Heiligen mit Bezug zu Herzogenbuchsee. Dem Patronat der Kirche ist das Rundfenster über der Orgel mit dem Herz-Jesu-Bild gewidmet. Dargestellt sind ausserdem der Apostel Petrus, der Kirchenpatron vor der Reformation, Verena von Zurzach, Patronin der Bistumsregion, Bruder Klaus, Nationalheiliger der Schweiz, Anna, Mutter Mariens, Benedikt von Nursia, die Benediktinerprobstei Herzogenbuchsee wurde im Zuge der Reformation aufgehoben, Ulrich von Augsburg, eine ihm geweihte Kapelle befand sich in Thörigen und die Ulrichs-Kasel wurde im Kloster St. Urban verehrt, Apostel Paulus, Margareta, Felix und Regula, Stadtpatrone von Zürich, Christophorus, Patron der Kirche von Wangen an der Aare und Martin von Tours.

## Orgel

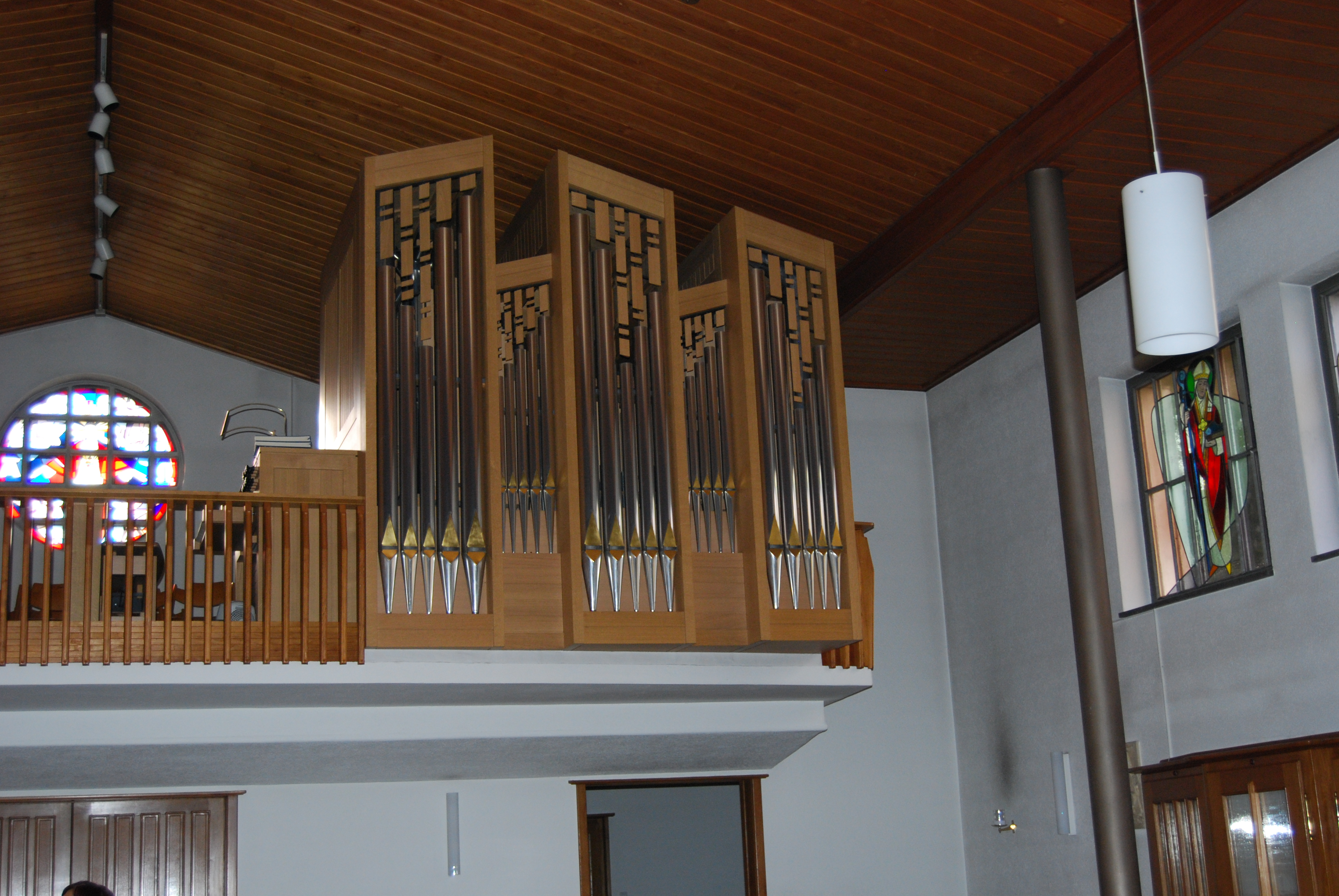
Die Graf-Orgel nach 2011

1954 wurde eine erste Pfeifen-Orgel durch Heinrich Pürro Orgelbau Willisau mit 2 Manualen und Pedal errichtet. Dieses Instrument wurde 2001 durch eine neue Orgel von Graf AG Orgelbau Sursee ersetzt. Die neue Orgel hat 18 Register auf 2 Manualen und Pedal mit mechanischer Spiel- und Registertraktur und mechanischen Schleifladen. Die Disposition lautet:
| I Hauptwerk C–g3 |              |
| Prinzipal        | 8′           |
| Bourdon          | 8′           |
| Oktave           | 4′           |
| Spitzflöte       | 4′           |
| Superoktave      | 2′           |
| Sesquialter      | 2 ⁄3′+1 3⁄5′ |
| Mixtur           | 1 ⁄3′        |
| Trompete         | 8′           |

| II Schwellwerk C–g3 |       |
| Gedackt             | 8′    |
| Salicional          | 8′    |
| Fugara              | 4′    |
| Rohrflöte           | 4′    |
| Waldflöte           | 2′    |
| Largiot             | 1 ⁄3′ |
| Oboe                | 8′    |
| Tremulant           |       |

| Pedal C–f1 |     |
| Subbass    | 16′ |
| Flötbass   | 8′  |
| Trompete   | 8′  |

- Koppeln: II/I, I/P, II/P